# Vierseithof

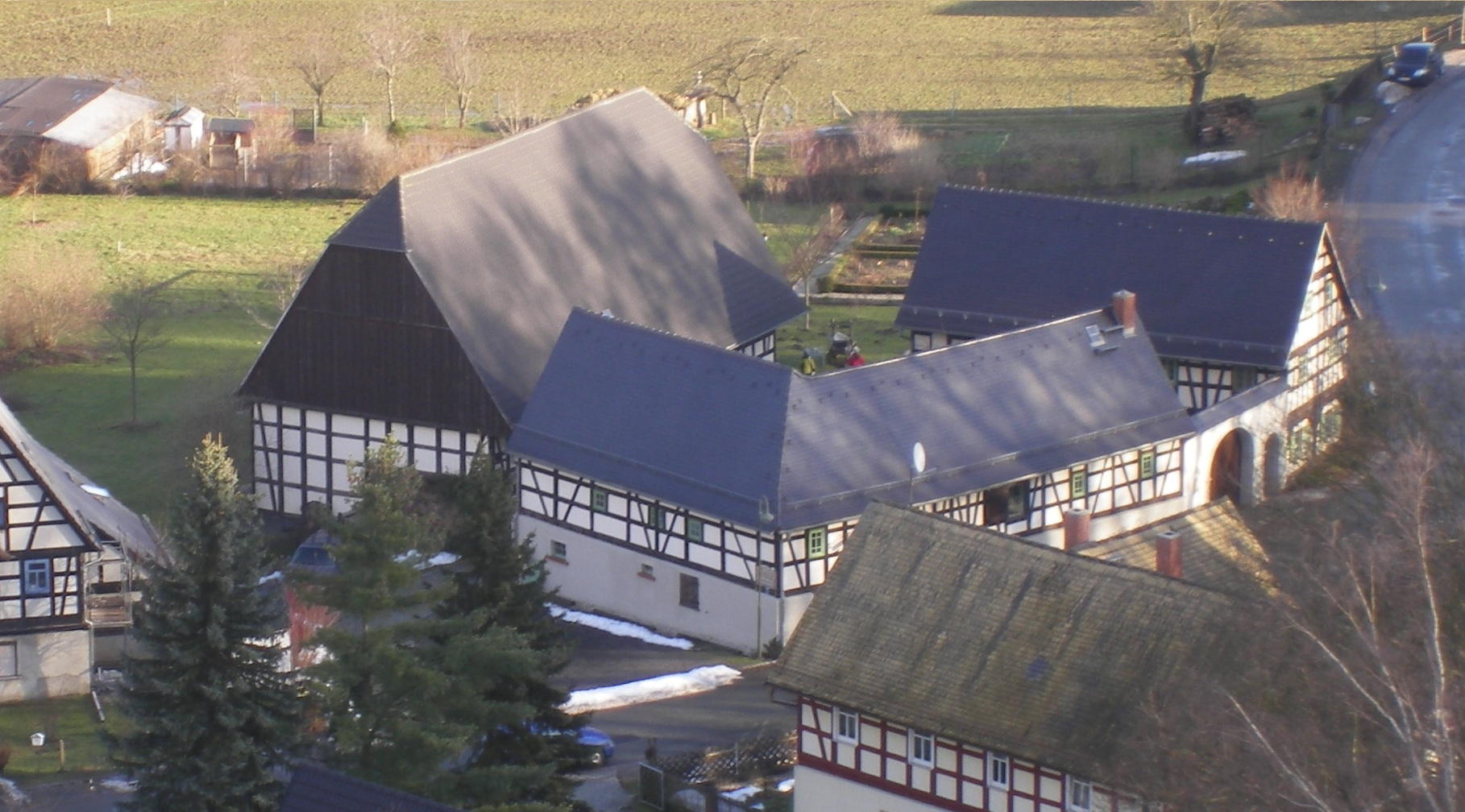
Vierseithof im thüringischen Posterstein

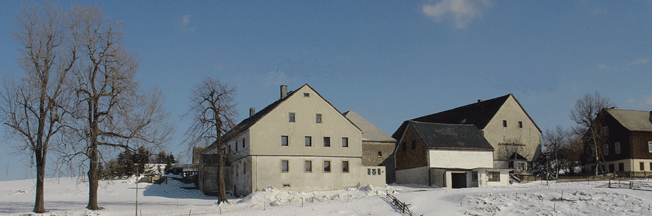
Gaststätte Erbgericht, Kultursaal, Scheune und Schuppen: Vierseithof in Fürstenau im Erzgebirge

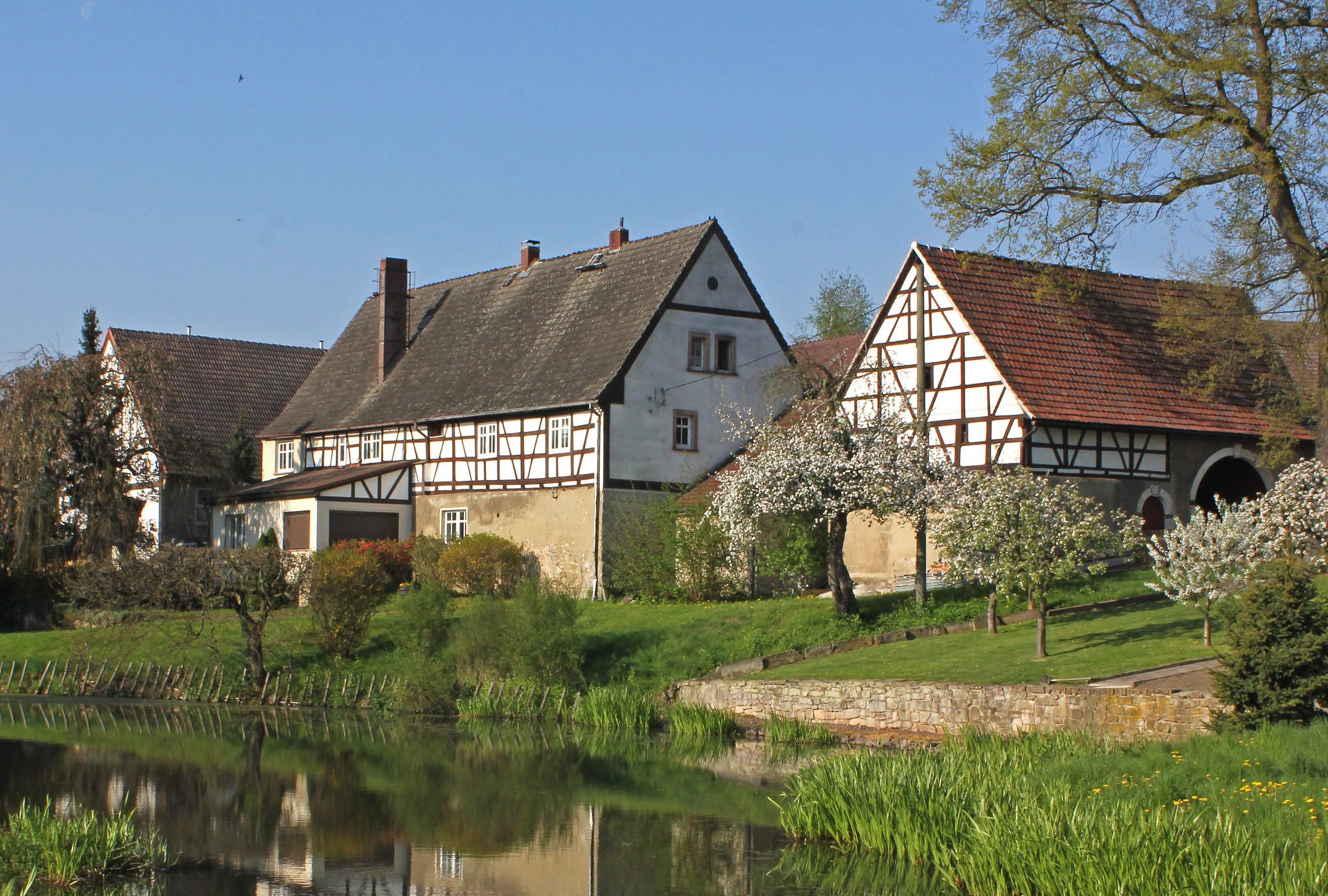
Typischer ortsbildprägender Vierseithof mit Torhaus von 1743 im Altenburger Land

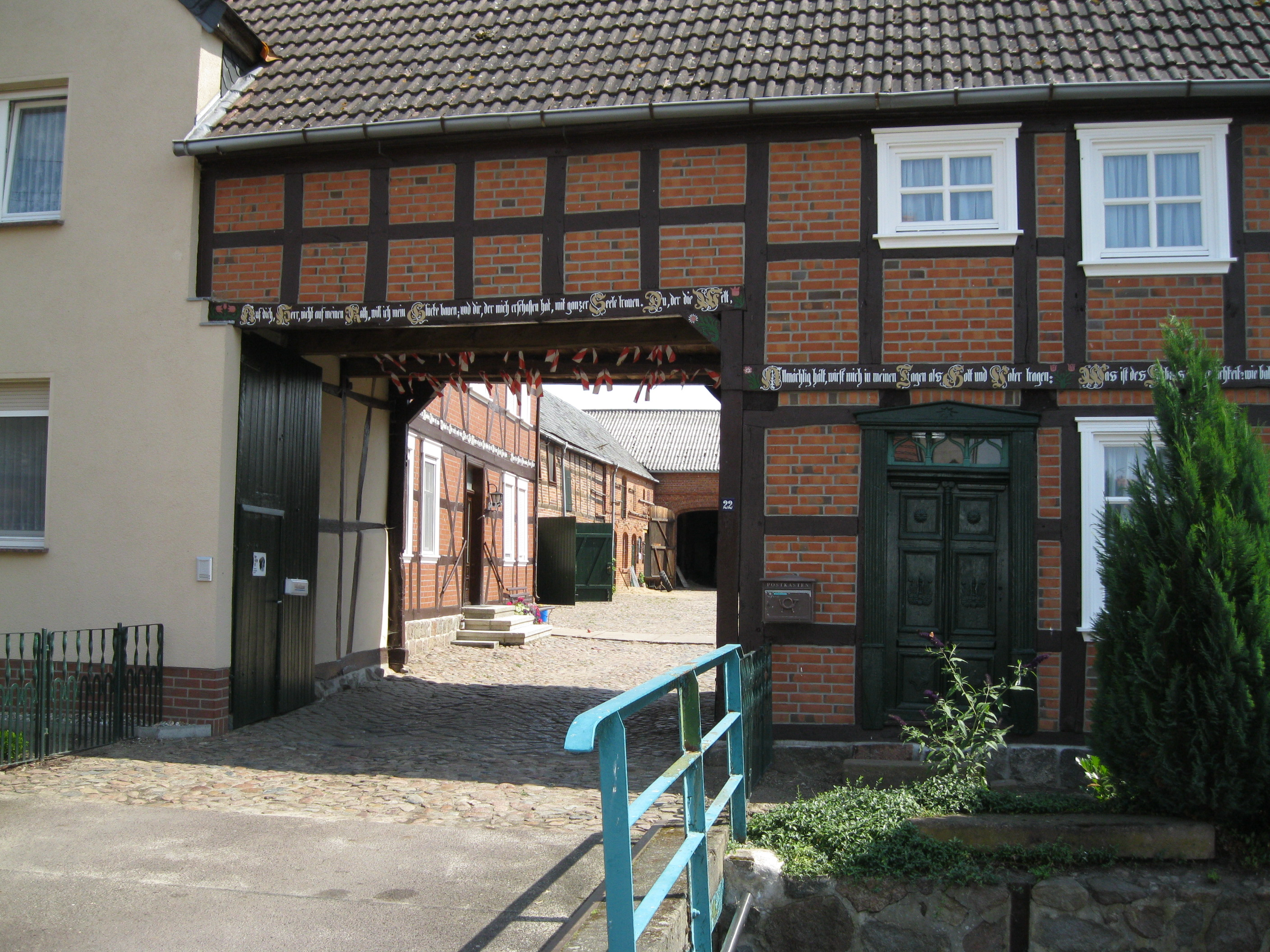
Altmärkischer Vierseithof in Wollenhagen

Ein Vierseithof ist die Bezeichnung für eine Hofform, bei der der landwirtschaftliche Wirtschaftshof von allen vier Seiten von Gebäuden umschlossen ist, in der Regel also vom Wohnhaus, dem (regional unterschiedlich bezeichneten) Stadel oder der Scheune, dem Getreidekasten, Kornhaus, Kornspeicher oder Getreidespeicher und dem Stall. Diese Form landwirtschaftlicher Anwesen hat eine weite Verbreitung gefunden. Sie ähnelt der Hofform des Vierkanthofes in Österreich.
Mit leichten Unterschieden in der Zweckbestimmung und der Anordnung der Gebäude, der topographischen Lage im Gelände und in der Ausgestaltung (Umzäunung, Ummauerung) ist der Vierseithof ein sehr charakteristischer Hoftypus.

## Deutschland

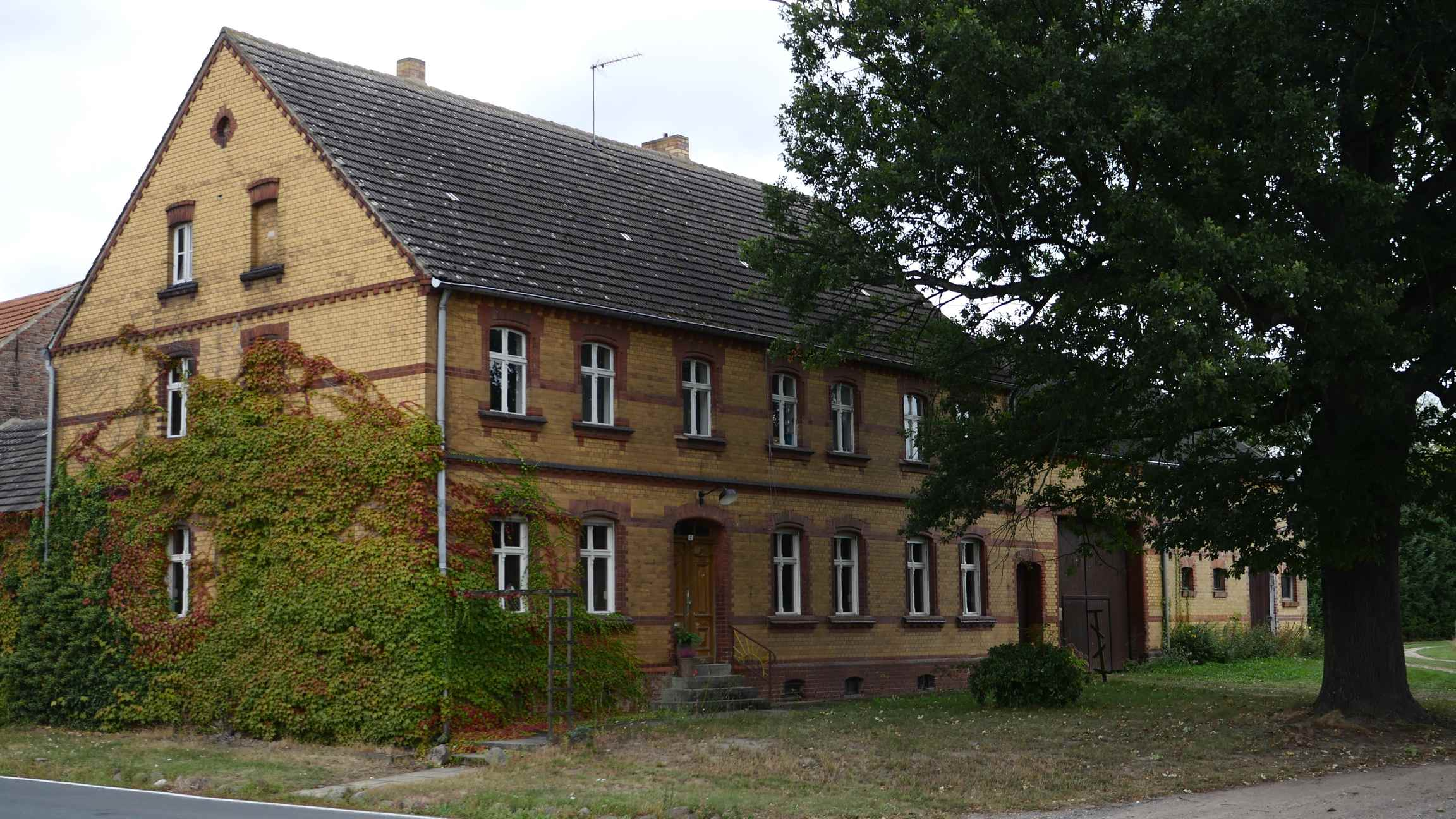
Denkmalgeschützter Vierseithof im Fläming: Eckmannsdorf 7, Baujahr 1911

In Mitteldeutschland ist der Vierseithof die wohlhabendste Form des Bauernhofes. Das Wohnhaus begrenzt den Innenhof zur Straße hin und kann aus Fachwerk (oft nur das Obergeschoss), Ziegeln oder Bruchstein gebaut sein. In Thüringen und Teilen Sachsens ist es zumeist zweigeschossig, in Sachsen-Anhalt fast immer eingeschossig. In der Magdeburger Börde überwiegen verputzte Ziegelbauten, die nicht selten und für das ehemalige Preußen typisch mit klassizistischen Stuckverzierungen, wie man sie sonst von Stadthäusern des 19. Jahrhunderts kennt, versehen sind. Die Nebengebäude haben zumeist unverputztes Ziegelmauerwerk, Fachwerk oder Holzlattung. 
Die Form des Vierseithofs kommt weiterhin vor in Niederbayern, insbesondere im Rottal (Rottaler Vierseithof) und Inntal, bei den sogenannten Fränkischen Gehöften in Oberfranken sowie im Egerland, im Altenburger Land, im Spreewald, im Rheinland, in Hessen, in der Altmark und im Fläming. Im Unterschied zu den Spreewälder und böhmischen Vierseithöfen fallen die Altenburger Vierseithöfe besonders wegen ihrer einzigartigen Größe auf.

## Österreich
In Österreich ist diese Hofform besonders in der östlichen Steiermark, im Innviertel und Mühlviertel zu finden.
Beim Innviertler Vierseithof sind die vier Gebäude so um den Hof gruppiert, dass die Ecken des Hofs nur durch Tormauern oder Zäune abgeschlossen werden. In Oberösterreich und angrenzendem Niederösterreich findet sich ein Areal des Vierkanthofs, der in seiner völlig geschlossenen Anlage als Einzelgebäude vom örtlichen Vierseiter deutlich abzugrenzen ist.
Dagegen ist der Oststeirische Vierseithof vom Grundriss her bereits völlig geschlossen, allerdings hat das Dach an der Hofeingangsseite zwei Giebel. In der nördlichen Oststeiermark ist anstelle der zumindest teilweisen Mauerung noch eine den natürlichen Gegebenheiten entsprechende und in Blockbau errichtete Form zu finden, welche mitunter auch Ringhof genannt wird.

## Tschechien und Polen
Sowohl in Tschechien als auch in Polen sind im Lößlehmgürtel vom Egerland bis nach Ostböhmen und im südlichen und westlichen Schlesien bis nach Kleinpolen Vierseithöfe anzutreffen.

## Dänemark
In Dänemark sind und waren Vierseitenhöfe (auf Dänisch: Firlænget gård) seit dem 16. Jahrhundert landesweit verbreitet.